# Волнения уйгуров в Урумчи (2009)
Волнения уйгуров в Урумчи — серия массовых беспорядков, произошедших 5–7 июля 2009 года в Урумчи, столице Синьцзян-Уйгурского автономного района на северо-западе Китая. Конфликт начался как акция протеста со стороны уйгурского населения и перерос в масштабные погромы и этнические столкновения с ханьцами. В результате сотни людей погибли и пострадали, были разрушены многочисленные здания и транспортные средства. События привели к жёстким мерам со стороны властей, временному отключению средств связи в регионе и резонансной международной реакции.
По данным китайских государственных СМИ, в результате столкновений погибло 197 человек, большинство из которых были ханьцами. 1 721 человек получил ранения. В последующие дни, в ходе масштабных полицейских зачисток, многие уйгуры пропали без вести без суда. Организация Human Rights Watch задокументировала 43 таких случая отметив, что реальные масштабы внесудебных похищений, вероятно, значительно выше.
Предполагаемые виновники беспорядков были арестованы китайскими властями. В августе 200 человек предстали перед судом. Ряд из них были приговорены судом к длительным срокам заключения, 8 чел. — к пожизненному заключению. 30 человек приговорены к смертной казни. К декабрю 2009 года в отношении не менее 17 из них приговор приведён в исполнение.
Во время беспорядков городе было запрещено автомобильное движение, отключены сотовая связь и интернет.

## Причины
Причиной беспорядков стал инцидент в Шаогуане, где ложные обвинения в изнасиловании китаянки уйгурскими мужчинами спровоцировали большую драку между фабричными рабочими, в результате которой погибли двое уйгуров, оба из Синьцзяна.

## Реакция

### В среде уйгурской диаспоры

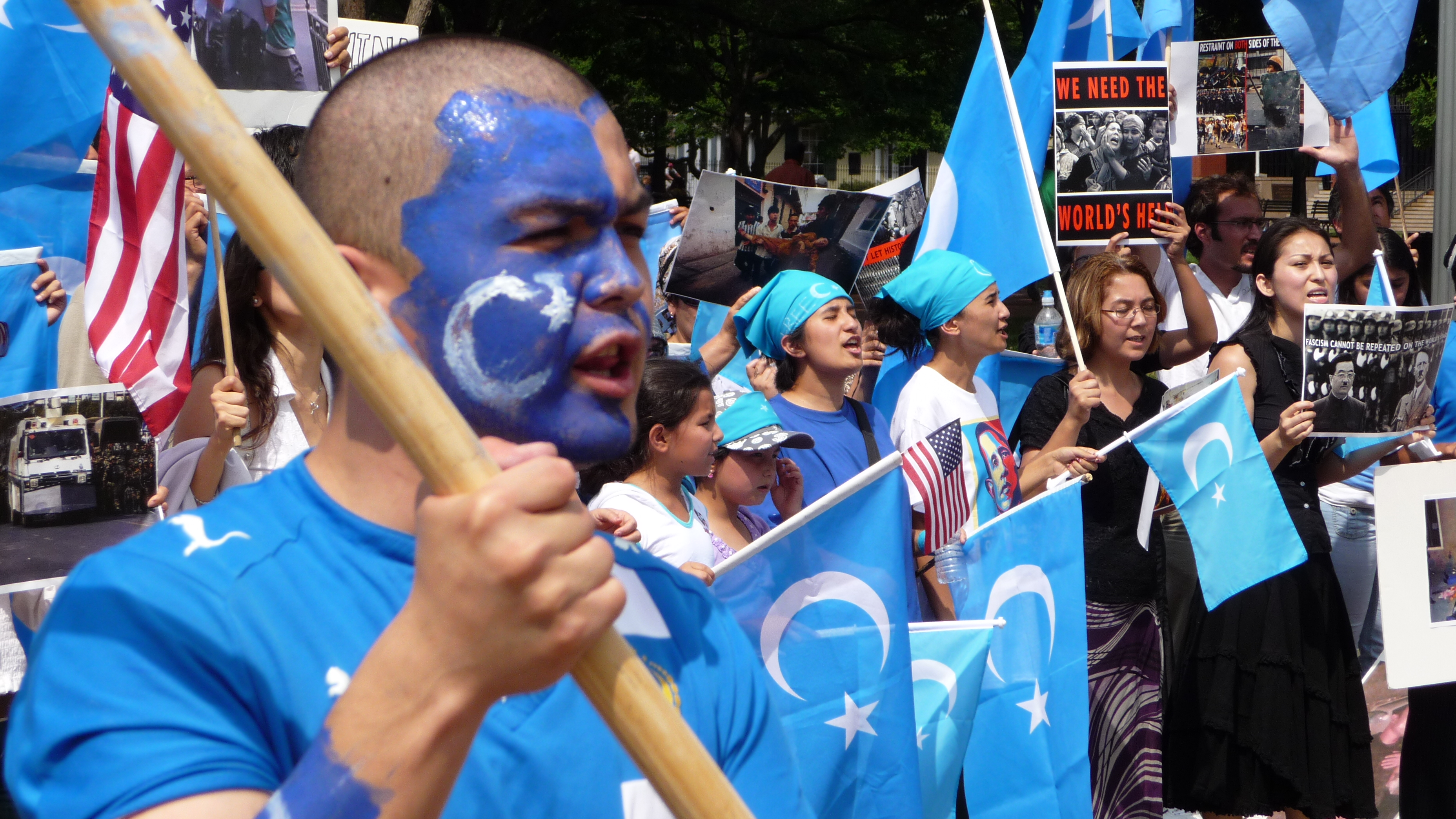
Демонстрация уйгуров в Вашингтоне, округ Колумбия

Посольство Китая в Нидерландах подверглось нападению со стороны уйгурских активистов, которые разбили окна кирпичами. Около 100 уйгуров провели акцию протеста у здания китайского посольства в столице Норвегии Осло. Одиннадцать человек были задержаны и позже освобождены без предъявления обвинений.